# Fléron
Fléron es una comuna de la región de Valonia, en la provincia de Lieja, Bélgica. A 1 de enero de 2019 tenía una población estimada de 16 526 habitantes.

## Geografía
Se encuentra ubicada al este del país, en la región natural del País de Herve.

### Secciones del municipio
El municipio comprende los antiguos municipios, que se fusionaron en 1977:
- Fléron
- Retinne
- Magnée
- Romsée

## Demografía

### Evolución
Todos los datos históricos relativos al actual municipio, el siguiente gráfico refleja su evolución demográfica, incluyendo municipios después de efectuada la fusión el 1 de enero de 1977.
| Gráfica de evolución demográfica de Fléron entre 1846 y 2019 |
|                                                              |